# 미크로네시아 연방
미크로네시아 연방국(영어: Federated States of Micronesia 페더레이티드 스테이츠 오브 마이크로네시아[*], 미크로네시아 연방) 또는 미크로네시아(영어: Micronesia 마이크로네시아[*])는 오세아니아의 미크로네시아 캐롤라인 제도에 있는 국가이다. 북쪽으로는 북마리아나 제도, 동쪽으로는 마셜 제도, 서쪽으로는 팔라우, 그리고 남쪽으로는 파푸아뉴기니가 있다. 지리적으로는 캐롤라인 제도라 불리며, 수도는 폰페이섬에 위치한 팔리키르이다.

## 국명
정식 명칭은 미크로네시아 연방국(영어: Federated States of Micronesia)이며, 줄여서 FSM이라고도 한다. 원래 미크로네시아는 이 나라를 포함해 더 넓은 범위를 함께 말하는 것이지만, 일반적으로는 이 나라만 의미한다.

## 역사
미크로네시아 연방에 사람이 최초로 정착한 것은 4000여 년 전으로 추정된다. 이들은 야프섬을 중심으로 경제와 종교를 발달 시키기 시작했다.
세계유산인 난 마돌은 운하로 연결된 작은 인공섬들 구성되어 있는 유적이다. 흔히 태평양의 베네치아라고 불린다. 난 마돌은 폰페이섬 동부 해안에 위치하고 있으며 사우델레우르 왕조의 수도로 사용되었다.
미크로네시아가 외부인들에 의해 발견된 것은 16세기이다. 유럽의 탐험가들이 인도네시아를 찾기 위해 태평양을 항해하다가 캐롤라인 제도를 발견했다. 토르데시야스 조약으로 인해 캐롤라인 제도는 스페인의 영토가 되었고, 스페인은 이 제도를 스페인령 동인도에 통합했다. 19세기까지 스페인은 미크로네시아에 수많은 전초기지와 요새를 건설했다. 1887년, 스페인은 오늘날 폰페이섬의 콜로니아에 산티아고데라아순시온이라는 마을을 세웠다.
1870년대에 독일은 캐롤라인 제도에서의 영향력을 확대하기 시작했고, 1885년 캐롤라인 제도 영토 분쟁이 시작되었다. 그 결과 제도에 대한 스페인의 영유권이 확립되었으나 독일은 제도에 자유롭게 통행 할 수 있는 통행권을 얻었다.
미국-스페인 전쟁에서 스페인이 패배한 이후, 1899년, 스페인은 독일-스페인 조약에 따라 미크로네시아를 독일에 매각했다. 독일은 이 지역을 독일령 뉴기니에 통합했다.
제1차 세계 대전 중에는 일본에 의해 잠시 점령되었다. 전쟁 후, 국제연맹은 남태평양 위임 통치령의 일부로 이 제도를 관리할 위임권을 일본에게 부여했다.
제2차 세계 대전 동안 일본 제국 함대의 상당수가 추크 라군에 주둔했다. 1944년 2월, 태평양 전쟁에서 가장 중요한 해전으로 꼽히는 우박 작전이 추크에서 벌어졌다.
제2차 세계 대전 이후 1947년 안보리 결의안 21호에 따라 태평양 제도 신탁통치령의 일부로 유엔의 관리 하에 미국이 점령했다.
1979년 5월 10일, 신탁 통치 지역 중 4개 지역이 미크로네시아 연방을 구성하기 위해 새 헌법을 비준했다. 헌법에서 팔라우, 마셜 제도, 북마리아나 제도는 제외되었다. 1986년 11월 3일 발효된 미국과의 자유 연합 협약에 서명함에 따라 미크로네시아 연방은 사실상 독립국이 되었다. 유엔이 안전보장이사회 결의안 683호에 따라 신탁 통치 지위를 공식적으로 종료한 1990년에 국제법에 따라 독립이 공식적으로 인정되었다.
2021년 2월, 미크로네시아 연방은 태평양 제도 포럼을 탈퇴하겠다고 발표했다.

## 정치

### 국방
2024년 기준 미크로네시아 연방은 군대 미보유국이다. 대신 팔라우, 마셜 제도와 함께 자유연합협정(Compact of Free Association)이라는 연합을 구축하여 미국의 경제원조를 받고 있는 상태이다.
경찰 내에 준군사조직인 해양경비대를 두고있다.

#### 해양경비대
해양경비대는 1962년 창설되었다. 퍼시픽급 초계정인 FSS 인디펜던스 3척, FSS 팔리키르 1척, FSS 미크로네시아 2척을 보유하고 있다.

#### 정부 항공대
미크로네시아 연방 정부는 대통령을 위한 소형 비행단을 운영하고있다. 중화인민공화국으로부터 기증받은 하얼빈 Y-12를 운영하고있다.

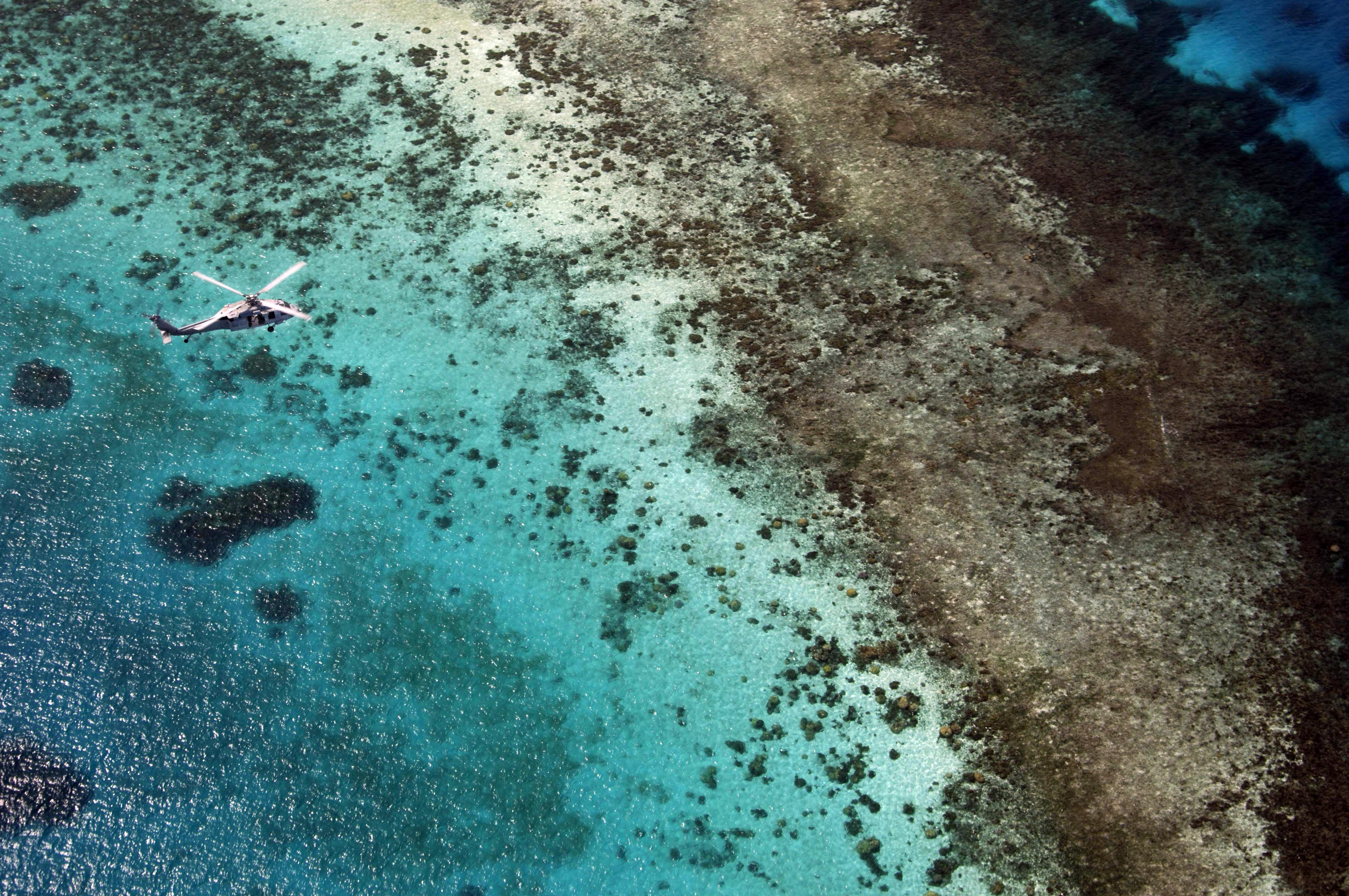
미국 해군의 SH-60 시호크가 추크 해역을 비행하고있다.

### 외교

#### 대한민국
미크로네시아는 1991년에 대한민국과 단독 수교하였지만 양국 모두 재외 공관을 두고 있지 않다. 일본과의 관계가 비교적 깊다. 미크로네시아에서는 아직까지 인천국제공항으로 가는 직항편이 운행하지 않아 미크로네시아에서 한국으로 가거나 한국에서 미크로네시아로 가려면 반드시 괌이나 호놀룰루 등 제3국에서 비행기를 갈아타야 한다.

#### 러시아
러시아와는 1999년 3월 9일에 수교했으나 2022년 2월 25일에 러시아의 우크라이나 침공에 항의하는 표시로 외교 관계를 단절했다.

#### 기타 국가
미크로네시아는 2022년 기준으로 대한민국·일본·미국·중화인민공화국·오스트레일리아·뉴질랜드를 비롯한 88개 유엔 회원국, 몰타 기사단, 성좌(바티칸 시국), 쿡 제도, 코소보와 외교 관계를 맺고 있다.

### 행정 구역
수도는 폰페이섬에 위치한 팔리키르이다. 4개 주로 구성되어 있다. 인구는 54,595명의 추크주가 가장 많으며 면적은 345.5km2의 폰페이주가 가장 넓다.

## 지리

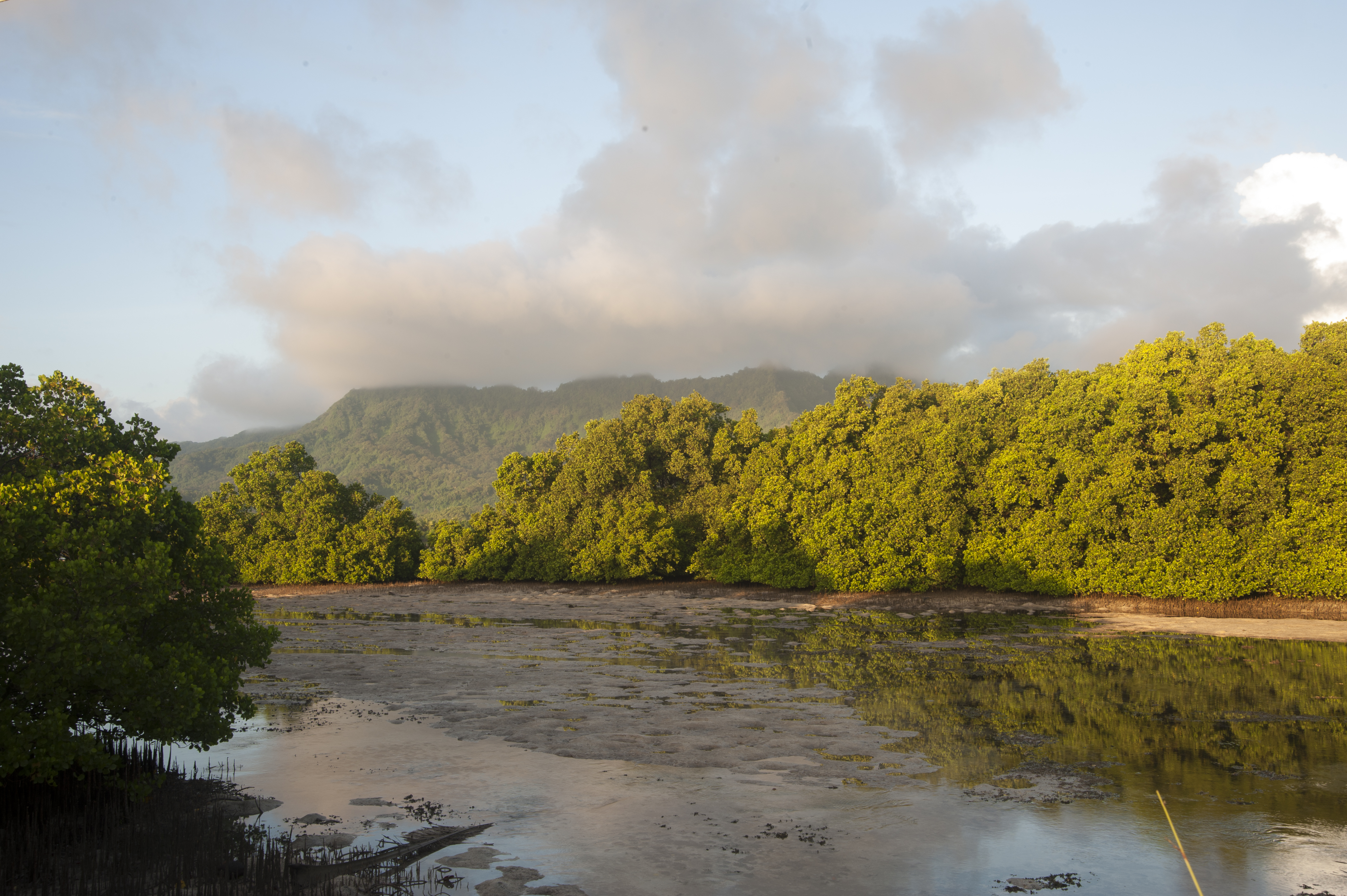
캐롤라인 열대 습윤림의 모습.

미크로네시아 연방은 캐롤라인 제도에 속해있으며 가로로 2,900km 뻗어있다. 총 607개의 섬으로 구성되어 있으며 섬들의 총 면적은 702km2이다.
주요 섬은 야프섬, 추크섬(구 트루크섬), 폰페이섬(구 포나페섬), 코스라에섬(구 쿠사이섬)이다. 수도는 폰페이주의 팔리키르이다.
미크로네시아 연방 내에는 캐롤라인 열대 습윤림과 야프 열대 건조림이라고 불리는 열대림이 있다. 2019년에는 산림 건전성 지수에서 10점 만점에 7.55점을 기록하여 세계 35위에 기록되었다.

### 기후
미크로네시아 연방은 열대 우림 기후(Af)에 속해 있다. 날씨는 일년 내내 따뜻하고 습하며 비가 자주 내린다. 미크로네시아는 적도 위에 위치하고 있어 무역풍의 영향을 많이 받는다. 최저 기온은 평균 22~25°C이고, 최고 기온은 평균 30~32°C이다. 평균 강수량은 연간 2,500~5,000mm 이지만, 때때로 6,000mm 이상까지 내린다. 폰페이섬에 위치한 높이가 750m의 나날라우드산의 강수량은 연평균 10,160mm이며 지구상에서 비가 가장 많이 내리는 장소 중 하나이다. 건기는 1월과 2월로, 최소 250mm의 비가 20일간 내린다.

### 동식물
주요 해안 생태 공동체는 맹그로브 숲, 해초 목초지, 석호 및 산호초로 이들은 생물학적, 물리적으로 연결되어 있습니다. 미크로네시아 연방에는 약 300종의 산호, 1000종의 어류, 1200종의 연체동물이 서식하고 있는것으로 밝혀졌다. 맹그로브 숲에는 다양한 종류의 새우, 게, 물고기뿐 아니라 이를 포식하는 조류도 다수 서식한다. 해초 목초지는 맹그로브 숲을 따라 연안에 나타난다. 석호 근처 거주민들은 석호에서 식량을 구한다. 또한 석호에는 다양한 종류의 플랑크톤이 서식한다. 산호초의 생물 다양성과 복잡성은 동쪽에서 서쪽으로 갈수록 눈에 띄게 증가하며, 코스라에에는 150종, 폰페이에는 200종, 추크에는 300종의 경산호가 서식한다. 이 지역의 산호 탄소 흡수량은 세계 최고 수준으로 연간 제곱미터당 약 2500g의 탄소를 흡수하며, 열대림의 석호에서는 2200g, 연안 바다에서는 125g을 흡수한다.
내륙에는 조수대부터 산까지 다양한 범위의 식생, 구름마루, 고원, 종려과 숲, 농장, 사바나, 자생 숲, 경작지 등이 있다. 약 1,230종의 양치류와 식물종이 서식하며, 그 중 782종은 자생종이다. 폰페이섬에는 약 750종의 식물이 있으며 그 중 110종은 고유종입니다. 또 다른 457종은 외래종이다.

## 경제
미크로네시아 연방의 경제를 주도하는 산업은 농업과 어업이다. 미크로네시아에는 인산염을 제외하고는 개발할 가치가 있는 광물 매장지가 거의 없다. 관광업의 잠재력은 크지만 호텔과 같은 관련 시설이 부족하여 발달하지 못했다. 미국의 재정 지원은 주요 수입원이다. 협약에 따라 미국은 1986년부터 2001년까지 미크로네시아에 13억 달러를 지원했다. 2004년 협약이 개정되고 미국은 2023년까지 추가로 1억 1천만 달러를 지원했다. 중앙정보국 월드 팩트북에 따르면 미크로네시아 연방의 주요 문제점 중 하나로 미국의 재정 지원에 대한 지나친 의존성을 선택했다. 지리적 고립과 미개발 기반 시설은 장기적 경제 성장에 있어 큰 장애물로 작용한다.

### 교통

#### 육상 교통
2015년 기준 미크로네시아 연방에는 총 388km의 도로가 설치되어있다.

#### 철도
미크로네시아 연방에는 섬과 섬 사이의 거리가 멀고 면적이 작기 때문에 철도가 없다. 그러나 미크로네시아가 일본 제국의 지배 아래 있던 당시 운영했던 인산염 공장의 철도는 현재까지도 남아있다.

#### 항공 교통
미크로네시아 연방에는 총 4개의 국제공항과 10개의 국내 공항이 있으며 1개의 폐쇄된 공항이 있다. 미크로네시아의 국제공항 활주로 길이의 총합은 7,379m이다.

#### 해상 교통
미크로네시아 연방은 국토가 전부 섬으로 구성되어있는 섬나라이므로 해상 교통이 발달했다. 주요 항구로는 콜로니아항, 야프항이 있다.

## 문화
각 섬은 고유의 독자적인 문화가 있다. 이러한 문화들의 공통점은 모두 대가족 및 씨족 중심의 사회라는 점이다.
야프섬에는 중앙에 구멍이 뚫려 있고 직경이 최대 4m에 달하는 방해석으로 만들어진 큰 원반 모양의 유물인 석화가 있다. 므불, 가워, 라이, 야르, 렝이라고 불리는 다섯 가지의 유형이 있으며 렝 유형은 직경이 30cm에 불과하다. 석화의 가치는 크기와 역사에 따라 결정된다. 석화 중 일부는 뉴기니섬 등 멀리 떨어진 다른 섬에서 가져온 것이지만 대부분은 비교적 가까운 팔라우에서 가져온 것이다. 석화 약 6,500개가 섬 전역에 흩어져 있다고 추정된다.
폰페이에는 세계유산으로 지정된 난 마돌이 있지만 이 유적은 현재 자연적 원인으로 인해 훼손이 우려되는 상황에 처해 있다. 연방 정부는 난 마돌 보존을 위해 노력하고 있다.

### 인종
인종의 대부분은 미크로네시아인이다. 미크로네시아 연방의 주민 중 일본계 조상을 갖고 있는 경우가 있는데, 이는 일본 제국이 미크로네시아를 점령했었던 역사의 잔재로 추정된다.
또한 1990년대 이후 미국인, 오스트레일리아인, 유럽인, 중국인, 필리핀인 등 외국인 거주자 인구가 증가하고 있다. 이에 따라 미크로네시아 정부는 영어를 공용어로 채택했다. 그러나 추크, 야프와 같은 대도시 밖에서는 주로 현지어가 사용된다.
다음 목록은 미크로네시아 연방의 인구순 인종 목록이다.
| 순위 | 인종                | 백분율 |
| ---- | ------------------- | ------ |
| 1    | 추크인              | 48.8%  |
| 2    | 폰페이인            | 24.2%  |
| 3    | 코스라에인          | 6.2%   |
| 4    | 야프인              | 5.2%   |
| 5    | 야프 외곽 제도 출신 | 4.5%   |
| 6    | 아시아인            | 1.8%   |
| 7    | 폴리네시아인        | 1.5%   |
| 8    | 기타                | 6.4%   |
| 9    | 알 수 없음          | 1.4%   |

### 언어
언어는 영어가 공용어이며 공통어로도 사용되고 있다. 그 외에도 추크어, 야프어, 코스라에어, 폰페이어, 누쿠오로어, 카핑아마랑이어 등이 사용되고 있다. 소수이지만 일본어도 사용된다.
다음 목록은 외국어를 제외한 미크로네시아 연방에서 사용되는 회자순 언어 목록이다.
| 순위 | 언어                           | 어군                | 회자수 |
| ---- | ------------------------------ | ------------------- | ------ |
| 1    | 추크어                         | 미크로네시아어군    | 45,900 |
| 2    | 폰페이어                       | 미크로네시아어군    | 30,000 |
| 3    | 코스라에어                     | 미크로네시아어군    | 8,000  |
| 4    | 모르톨록어                     | 미크로네시아어군    | 5,900  |
| 5    | 야프어                         | 애드미럴티제도어군? | 5,130  |
| 6    | 울리시어                       | 미크로네시아어군    | 3,000  |
| 7    | 카핑아마랑이어                 | 폴리네시아어군      | 3,000  |
| 8    | 핀지랩어                       | 미크로네시아어군    | 3,000  |
| 9    | 월레아이어                     | 미크로네시아어군    | 1,700  |
| 10   | 모킬어                         | 미크로네시아어군    | 1,500  |
| 11   | 폴로와트어                     | 미크로네시아어군    | 1,400  |
| 12   | 파팡어                         | 미크로네시아어군    | 1,300  |
| 13   | 나모누이토어                   | 미크로네시아어군    | 940    |
| 14   | 누쿠오로어                     | 폴리네시아어군      | 700    |
| 15   | 응가틱어(사프우아픽어)         | 미크로네시아어군    | 700    |
| 16   | 사타왈어                       | 미크로네시아어군    | 500    |
| 17   | 응루완어                       | 애드미럴티제도어군? | 50     |
| 18   | 응가틱 크리올(사프우아 크리올) | 크리올              | 30     |

### 종교
미크로네시아 연방의 인구 중 97%가 기독교인 것으로 밝혀졌다. 인구의 절반 이상(55%)이 가톨릭이고, 나머지 약 42%가 다양한 개신교 종파를 믿는다.이는 과거 스페인과 독일의 식민지로 있었던 역사 때문이다. 기타 소수 종교로는 침례교, 하나님의 성회, 구세군, 제칠일안식일예수재림교회, 여호와의 증인, 모르몬교, 바하이 신앙, 불교, 이슬람교 아흐마드파가 있다.
1890년대 폰페이섬에서는 선교사간 갈등과 씨족 지도자들의 개종으로 인해 종교적 분열이 발생했으며 이는 오늘날까지 지속되고 있다. 폰페이섬 서부에는 개신교인이 더 많고, 동부에는 가톨릭 신자가 더 많다. 미크로네시아 연방 헌법은 종교의 자유를 보장하고 있다.

### 스포츠
미크로네시아 연방에서 인기 있는 스포츠는 야구, 축구, 농구, 육상 경기로 밝혀졌다. 1997년 국제 올림픽 위원회에 가입했고, 2000년 하계 올림픽에 처음 참가했다. 미크로네시아에서 개최되는 스포츠 경기는 미크로네시아 연방 체육 협회에서 관리한다.